# Gilberto Madail
Gilberto Parca Madaíl ComIH (Congo Belga, 14 de dezembro de 1944) é um político e dirigente desportivo português, conhecido por ter sido Governador Civil de Aveiro e presidente da Federação Portuguesa de Futebol, da Associação de Futebol de Aveiro e do Sport Clube Beira-Mar.

## Biografia
Gilberto Madail nasceu no antigo Congo Belga, atual República Democrática do Congo. Casado e pai de três filhos, licenciou-se em Economia pela Faculdade de Economia da Universidade do Porto. Durante o percurso académico, praticou como amador, futebol e basquetebol na Universidade.
Presidente da Direcção do SC Beira-Mar, durante dois anos, Gilberto Madail cumpriu ainda, um mandato de quatro anos à frente da Associação de Futebol de Aveiro, distrito onde viveu grande parte da sua vida.
O primeiro cargo que exerceu na Federação Portuguesa de Futebol foi o de Presidente da Mesa da Assembleia Geral, entre 1992 e 1996. Em Março de 1996, foi eleito 33.º Presidente da Direcção da FPF, o organismo que tutela o futebol em Portugal.
Em termos desportivos, conta no ‘currículo’ com cinco apuramentos para fases finais de Europeus (Inglaterra 96, Bélgica/Holanda 2000, Portugal 2004 (anfitrião), Áustria/Suíça 2008 e Polónia/Ucrânia 2012) e três participações em Mundiais (Coreia/Japão 2002, Alemanha 2006 e África do Sul 2010). Ao nível de Futebol Jovem, quatro títulos conquistados pelas Selecções Nacionais Sub-18 (1999), Sub-17 (2003) e Sub-16 (1996 e 2000).
No plano internacional, Gilberto Madail faz parte, desde Maio de 2004, do Comité Executivo da UEFA, primeiro como membro cooptado e, desde, Janeiro de 2007, como membro eleito. Integrou igualmente, na qualidade de Presidente, a Comissão das Equipas Nacionais e, como Presidente-Adjunto, a Comissão de Futebol Junior e Amador.
Na FIFA, foi membro da Comissão organizadora do Campeonato do Mundo e da Comissão das Federações.
Da sua carreira profissional fazem parte passagens pela presidência de várias empresas industriais e de serviços, tendo dirigindo, ainda, a Associação Industrial do Distrito de Aveiro.
No plano político, Gilberto Madail, foi o coordenador de campanha do MASP-I (Movimento Nacional de Apoio Soares à Presidência) para o Distrito de Aveiro, em 1986. Além de ter sido Vereador da Câmara Municipal de Aveiro, exerceu também duas vezes o cargo de Governador Civil daquele Distrito durante oito anos, de 1983 a 1985 e de 1990 a 1995, e foi eleito Deputado pelo PSD entre 1987 e 1990 e, ainda, entre 1995 e 1997. Presidiu, durante dois anos, à Comissão Parlamentar para o Desporto, sendo ainda Vice-Presidente da Confederação do Desporto de Portugal.
Em 1997, renunciou ao mandato de deputado na Assembleia da República para se dedicar exclusivamente ao Futebol.
Exerceu o cargo de Presidente da Federação Portuguesa de Futebol de 1996 a 2011, não obstante as vozes que reclamavam a necessidade imperiosa de uma reformulação da mesma, que incluia nos seus dirigentes várias personalidades que ocupavam o cargo desde os tempos do escândalo de Saltillo. Em 2010, após a eliminação de Portugal do Mundial 2010 e da rescisão belicosa com Carlos Queiroz, Madail convocou eleições para a FPF, tendo cessado funções em Dezembro de 2011.
A 5 de Julho de 2004 foi condecorado com o grau de Comendador da Ordem do Infante D. Henrique.